# عين مصنيبات
عين مصنيبات أو دوار أم الصنيبات هي قرية جزائرية تابعة لبلدية عين أرنات  الكائنة بدائرة عين أرنات، بولاية سطيف الجزائرية